# (8454) 1981 EG1
(8454) 1981 EG1 (1981 EG1, 1981 EU1, 1981 GC1, 1987 UZ9, 1989 CT1) — астероїд головного поясу, відкритий 5 березня 1981 року.
Тіссеранів параметр щодо Юпітера — 3.402.